# Ostrozub
Ostrozub (cirill betűkkel Острозуб) egy falu Szerbiában, a Jablanicai körzetben, Crna Trava községben.

## Népesség
- 1948-ban 246 lakosa volt.
- 1953-ban 239 lakosa volt.
- 1961-ben 218 lakosa volt.
- 1971-ben 75 lakosa volt.
- 1981-ben 33 lakosa volt.
- 1991-ben 9 lakosa volt
- 2002-ben 1 szerb lakosa volt.[1][2]